# Campionato mondiale di snooker 1935
Il Campionato mondiale di snooker 1935 è la nona edizione di questo torneo che si è disputato dal 8 al 27 aprile 1935 presso la Thurston's Hall di Londra in Inghilterra.

## Fase a eliminazione diretta
| Turno 1                 | Semifinali              | Finale                  |
| ----------------------- | ----------------------- | ----------------------- |
| Al meglio dei 25 frames | Al meglio dei 25 frames | Al meglio dei 49 frames |

| Giocatore    | Giocatore       | Risultato |
| ------------ | --------------- | --------- |
| Willie Smith | Conrad Stanbury | 13 - 12   |

| Giocatore | Giocatore    | Risultato |
| --------- | ------------ | --------- |
| Joe Davis | Tom Newman   | 15 - 10   |
| Alec Mann | Willie Smith | 7 - 18    |

| FINALE Thurston's Hall, Londra, Inghilterra, Regno Unito, 22-27 aprile 1935 ARBITRO: ? | FINALE Thurston's Hall, Londra, Inghilterra, Regno Unito, 22-27 aprile 1935 ARBITRO: ? | FINALE Thurston's Hall, Londra, Inghilterra, Regno Unito, 22-27 aprile 1935 ARBITRO: ? |
| Joe Davis | 25 - 20                                                                                | Willie Smith                                                                           |
| --- | -------------------------------------------------------------------------------------- | -------------------------------------------------------------------------------------- |
| 22 APRILE: 1-0 2-0 3-0 4-0 4-1 5-1 6-1 6-2 (6-2) 23 APRILE: 6-3 7-3 7-4 8-4 9-4 9-5 9-6 9-7 (3-5) 24 APRILE: 10-7 11-7 12-7 13-7 13-8 14-8 14-9 14-10 (5-3) 25 APRILE: 14-11 15-11 16-11 16-12 17-12 17-13 17-14 18-14 (4-4) 26 APRILE: 18-15 18-16 18-17 19-17 20-17 21-17 21-18 22-18 (4-4) 27 APRILE: 22-19 23-19 24-19 25-19 25-20 (3-2) |                                                                                        |                                                                                        |
| MIGLIOR BREAK: 92 CENTURY BREAKS: 0 | [ 1 ]                                                                                  | MIGLIOR BREAK: ? CENTURY BREAKS: 0                                                     |
| Joe Davis vince il Campionato mondiale di snooker 1935 |                                                                                        |                                                                                        |

### Statistiche
| Giocatore       | Numero di frames vinti |
| --------------- | ---------------------- |
| Willie Smith    | 51                     |
| Joe Davis       | 40                     |
| Conrad Stanbury | 12                     |
| Tom Newman      | 10                     |
| Alec Mann       | 7                      |

### Century Breaks (1)
| N° | Giocatore | Century Breaks | Miglior Break |
| -- | --------- | -------------- | ------------- |
| 1  | Joe Davis | 1              | 110           |